# Cubitalia parvicornis
Cubitalia parvicornis är en biart som först beskrevs av Alexander Mocsáry 1878.
Cubitalia parvicornis ingår i släktet Cubitalia och familjen långtungebin. Inga underarter finns listade i Catalogue of Life.